# Téléphérique des Grandes-Rousses
Le téléphérique des Grandes-Rousses est une remontée mécanique de France située en Isère, dans la station de sports d'hiver de l'Alpe d'Huez. Elle tient son nom des Grandes Rousses, le massif de montagnes où elle se trouve.

## Géographie
Elle relie le front de neige de la station à 1 860 mètres d'altitude aux Petites Rousses à 2 616 mètres d'altitude avec une gare intermédiaire à mi-parcours en correspondance notamment avec la télécabine du Poutran venant d'Oz-en-Oisans. Le téléphérique du Pic-Blanc prend ensuite le relais pour gagner le sommet du pic Blanc à 3 323 mètres d'altitude.

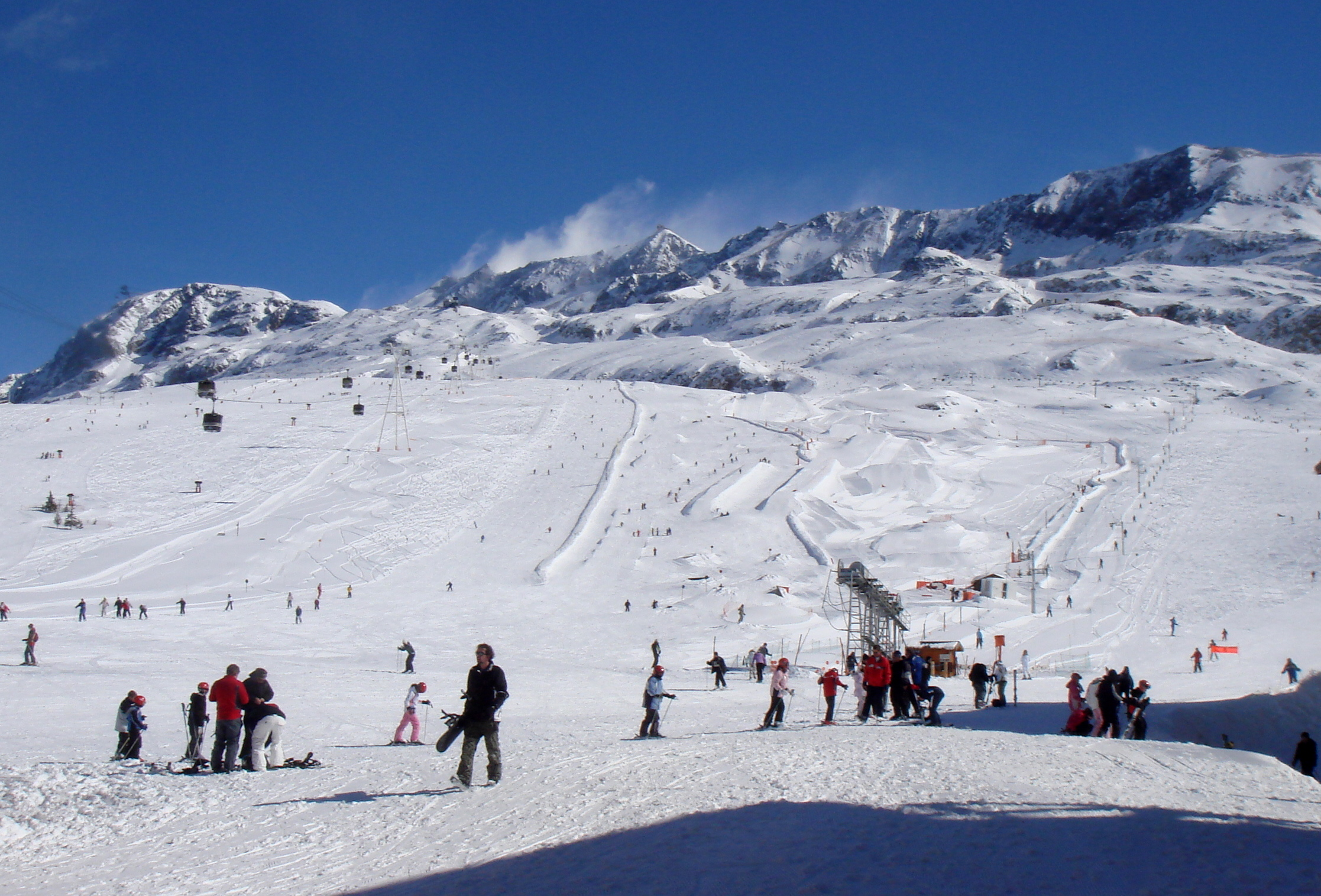
Vue hivernale du front de neige avec le téléphérique sur la gauche.
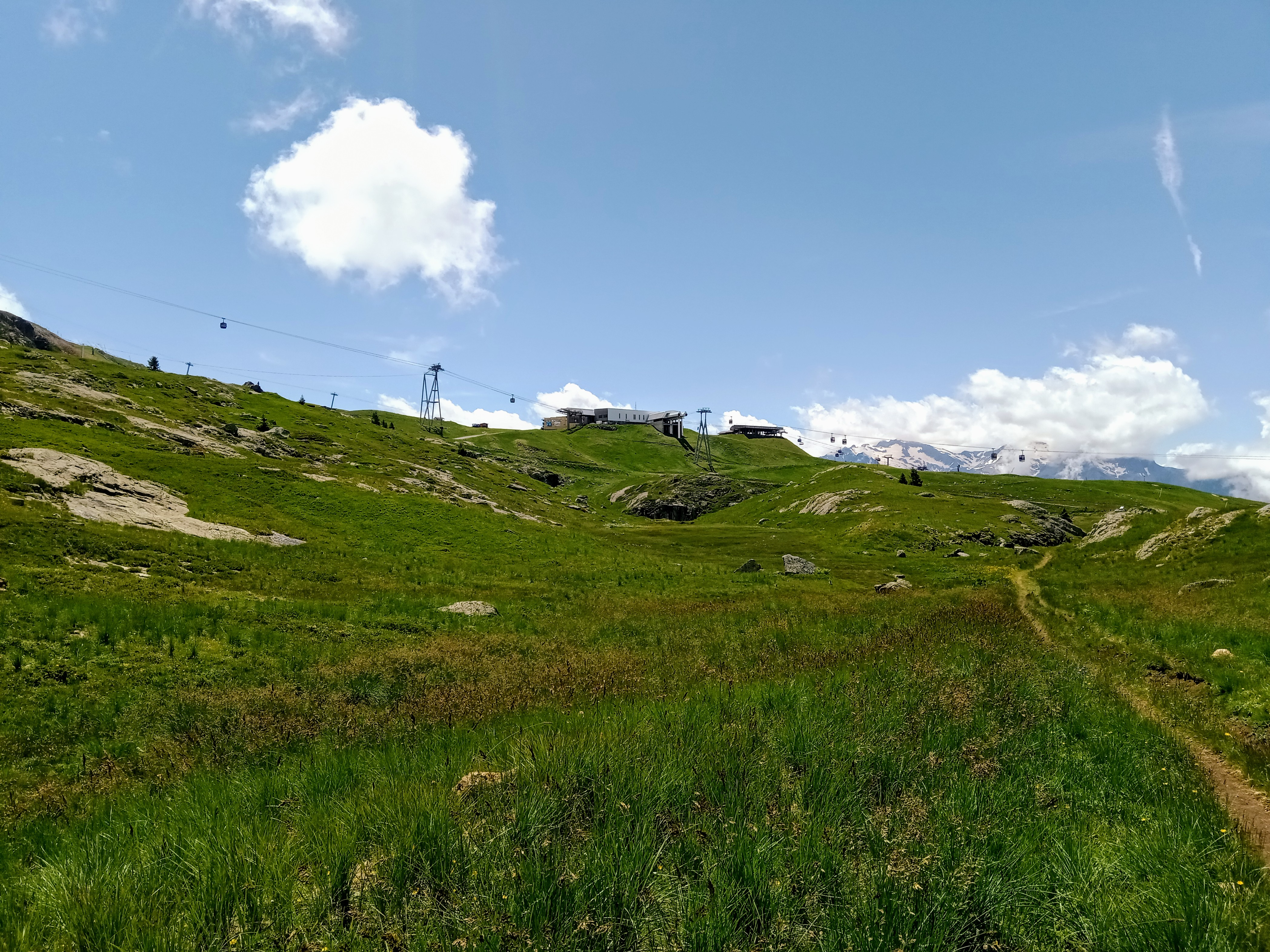
Vue estivale depuis le nord de la gare intermédiaire avec le premier tronçon sur la droite et le second sur la gauche.
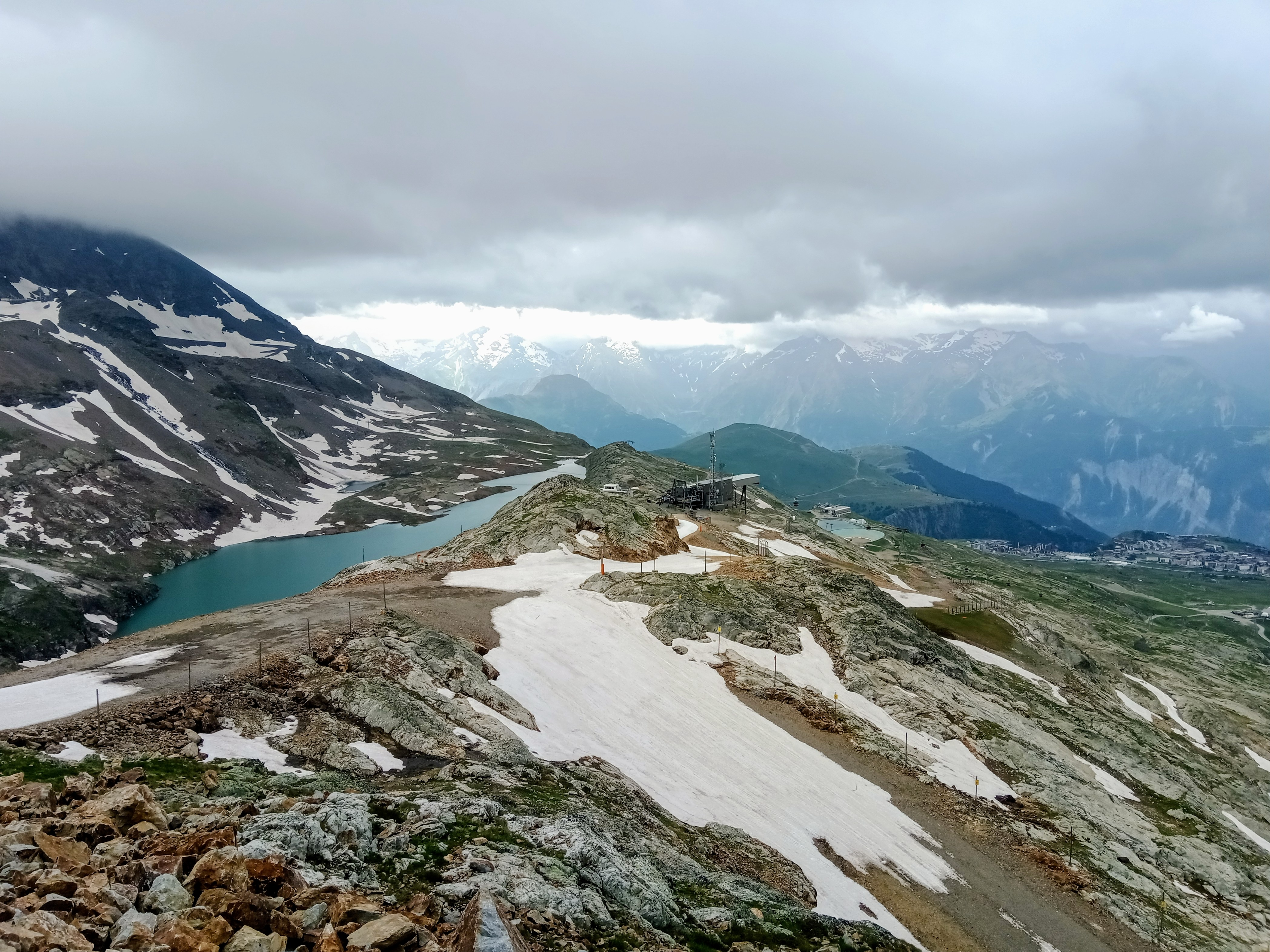
Vue estivale depuis le dôme des Petites Rousses au nord de la gare d'arrivée du téléphérique accolée à la gare de départ du téléphérique du Pic-Blanc ; l'Alpe d'Huez est visible sur le bord droit.

## Histoire
Construit en 1954, la première version du téléphérique est reconstruit en 1975 en tant que télécabine puis en 1986 en tant que DMC.

Vue aérienne estivale de l'Alpe d'Huez en 1957 avec la première version du téléphérique sur la gauche.

### Vidéographie
- « Téléphérique à Alpes d'Huez » [vidéo], sur ina.fr, Radiodiffusion-télévision française, 11 février 1963